# Bryobium
Bryobium é um género botânico pertencente à família das orquídeas (Orchidaceae).

## Espécies
1. Bryobium dischorense (Schltr.) M.A.Clem. & D.L.Jones, Orchadian 13: 501 (2002)
2. Bryobium eriaeoides (F.M.Bailey) M.A.Clem. & D.L.Jones, Orchadian 13: 501 (2002)
3. Bryobium hyacinthoides (Blume) Y.P.Ng & P.J.Cribb, Orchid Rev. 113: 272 (2005)
4. Bryobium irukandjianum (St.Cloud) M.A.Clem. & D.L.Jones, Orchadian 13: 501 (2002)
5. Bryobium pudicum (Ridl.) Y.P.Ng & P.J.Cribb, Orchid Rev. 113: 272 (2005)
6. Bryobium queenslandicum (T.E.Hunt) M.A.Clem. & D.L.Jones, Orchadian 13: 501 (2002)
7. Bryobium rendovaense J.J.Wood, Orchid Rev. 113: 41 (2005)
8. Bryobium retusum (Blume) Y.P.Ng & P.J.Cribb, Orchid Rev. 113: 272 (2005)